# Wiener-Index
Der Wiener-Index – benannt nach Harry Wiener – ist der älteste topologische Deskriptor, welcher die Struktur eines Moleküls in einer Zahl abbildet.

## Formulierung
{\displaystyle W={\frac {1}{2}}\sum _{i,j}^{N}d_{ij}}
- W: Wiener-Index
- N: Anzahl der Nicht-Wasserstoffe-Atome in der Struktur
- dij: Anzahl der Bindungen auf dem kürzesten Weg zwischen den Atomen i und j

Der Faktor 1/2 besagt, dass jeder Weg nur einmal in den Index eingeht.

## Verwendung
Der Wiener-Index wird in den Methoden der Quantitative Struktur-Wirkungs-Beziehung (QSPR) verwendet, um Stoffeigenschaften wie zum Beispiel den Sättigungsdampfdruck mit der Molekülstruktur zu korrelieren. Da der Wiener-Index nicht zwischen verschiedenen Atomen unterscheidet, kann er nur innerhalb einer homologen Reihe sinnvoll verwendet werden.

## Beispielrechnung
Der Wiener-Index für 3-Ethylhexan ist W=72. Er ergibt als Summe der Abstände
1-2(1), 1-3(2), 1-4(3), 1-5(4), 1-6(5), 1-7(3), 1-8(4),
2-3(1), 2-4(2), 2-5(3), 2-6(4), 2-7(2), 2-8(3),
3-4(1), 3-5(2), 3-6(3), 3-7(1), 3-8(2),
4-5(1), 4-6(2), 4-7(2), 4-8(3),
5-6(1), 5-7(3), 5-8(4),
6-7(4), 6-8(5),
7-8(1)
→ 1+2+3+4+5+3+4   +1+2+3+4+2+3   +1+2+3+1+2   +1+2+2+3   +1+3+4  +4+5   +1 = 72.

## Beispielwerte
| Stoff             | Wiener-Index |
| ----------------- | ------------ |
| n-Hexan           | 35           |
| 2-Methylpentan    | 32           |
| 3-Methylpentan    | 31           |
| 2,3-Dimethylbutan | 29           |

An diesen vier Beispielen mit identischer Summenformel (C6H14) wird deutlich, dass der Wiener-Index ohne Verzweigung am höchsten ist und mit zunehmender Verzweigung in der Molekülstruktur kleiner wird; bei gleicher Anzahl von Verzweigungen wird er mit zunehmender Molekülsymmetrie kleiner.

## Berechnung der Maximalwerte für W
Der für das jeweils unverzweigte Molekül geltende maximale Wiener-Index lässt sich aus der Gesamtzahl der „Nicht-H“-Atome (n) leicht wie folgt errechnen:
Es handelt sich immer um eine Summe von Quadratzahlen:
Ist n gerade, so werden die Quadrate der ungeraden Zahlen zwischen 0 und n summiert.
Ist n ungerade, so werden die Quadrate der geraden Zahlen zwischen 0 und n summiert.
Beispiele für
n =  6:  12 + 32 + 52 = 35
n = 13:  22 + 42 + 62 + 82 + 102 + 122 = 364
Als vereinfachte Berechnungsformel kann man {\displaystyle n\cdot (n-1)\cdot (n+1)/6} verwenden.

## Tabelle der Maximalwerte für W
bis n = 21:
| n               | 2 | 3 | 4  | 5  | 6  | 7  | 8  | 9   | 10  | 11  | 12  | 13  | 14  | 15  | 16  | 17  | 18  | 19   | 20   | 21   |
| (n-1)n=ungerade | 1 |   | 3  |    | 5  |    | 7  |     | 9   |     | 11  |     | 13  |     | 15  |     | 17  |      | 19   |      |
| (n-1)2          | 1 |   | 9  |    | 25 |    | 49 |     | 81  |     | 121 |     | 169 |     | 225 |     | 289 |      | 361  |      |
| Summe= W        | 1 |   | 10 |    | 35 |    | 84 |     | 165 |     | 286 |     | 455 |     | 680 |     | 969 |      | 1330 |      |
| (n-1)n=gerade   |   | 2 |    | 4  |    | 6  |    | 8   |     | 10  |     | 12  |     | 14  |     | 16  |     | 18   |      | 20   |
| (n-1)2          |   | 4 |    | 16 |    | 36 |    | 64  |     | 100 |     | 144 |     | 196 |     | 256 |     | 324  |      | 400  |
| Summe= W        |   | 4 |    | 20 |    | 56 |    | 120 |     | 220 |     | 364 |     | 560 |     | 816 |     | 1140 |      | 1540 |